# 江陽区
江陽区（こうよう-く）は中華人民共和国四川省瀘州市に位置する市轄区。

## 地理
長江の支流の一つである沱江が竜馬潭区との行政区境となっていると同時に、本県で長江に左岸より合流する。合流後は、東方の重慶市方面へ向けて引き続き西から東へ流れる河川を持つ。

## 行政区画
- 街道:南城街道、北城街道、大山坪街道、隣玉街道、藍田街道、茜草街道、華陽街道、張壩街道、泰安街道、況場街道
- 鎮:黄艤鎮、通灘鎮、江北鎮、方山鎮、丹林鎮、分水嶺鎮

## 教育

### 大学
- 西南医科大学（中国語版）
- 四川警察学院（中国語版）
- 四川化工職業技術学院（中国語版）

## 交通
国道
- G321国道

省道
- 308省道

## 健康・医療・衛生
- 瀘州市伝染病医院
- 西南医科大学附属医院 [1]
- 西南医科大学中医医学院
- 西南医科大学口腔医学院 附属口腔医院[2]